# Nigers damlandslag i volleyboll
Nigers damlandslag representerar Niger i volleyboll på damsidan. Laget deltog i kvalet till VM 2014.